# Buenas noches y Buenafuente
Buenas noches y Buenafuente fue un programa de televisión español emitido en Antena 3, presentado por Andreu Buenafuente y dirigido por el propio Buenafuente y Berto Romero. Contaba con la colaboración de José Corbacho. Se emitía los domingos a las 22:00, y fue estrenado el 15 de abril de 2012. El 18 de mayo del mismo año, la cadena confirmó a los medios su decisión de cancelar el espacio por baja audiencia. El programa se despidió definitivamente de la parrilla el 27 de mayo de 2012.

## Personajes
- Los bogbones: parodia del rey Juan Carlos y Felipe de Borbón.
- Nebraska y Macario: parodia de Alaska y Mario Vaquerizo.

## Programas y audiencias
| N.º   | Fecha de emisión    | Espectadores | Cuota |
| ----- | ------------------- | ------------ | ----- |
| 1     | 15 de abril de 2012 | 2 829 000    | 14,0% |
| 2     | 22 de abril de 2012 | 2 171 000    | 11,0% |
| 3     | 29 de abril de 2012 | 1 804 000    | 9,2%  |
| 4     | 6 de mayo de 2012   | 1 872 000    | 9,3%  |
| 5     | 13 de mayo de 2012  | 1 459 000    | 7,7%  |
| 6     | 20 de mayo de 2012  | 1 440 000    | 7,1%  |
| 7     | 27 de mayo de 2012  | 1 300 000    | 7,0%  |
| TOTAL |                     |              |       |
| 7     | 15/04/12 - 27/05/12 | 1 839 000    | 9,3%  |